# Havrîșivka, Mahdalînivka
Havrîșivka (în ucraineană Гавришівка) este localitatea de reședință a comunei Havrîșivka din raionul Mahdalînivka, regiunea Dnipropetrovsk, Ucraina.

## Demografie
Componența lingvistică a localității Havrîșivka
     Ucraineană (92,73%)
     Rusă (5,45%)
Conform recensământului din 2001, majoritatea populației localității Havrîșivka era vorbitoare de ucraineană (92,73%), existând în minoritate și vorbitori de rusă (5,45%).